# Czerwony Staw Kieżmarski
Czerwony Staw Kieżmarski, w części literatury tatrzańskiej Czerwony Staw Kiezmarski (słow. Červené pleso, Kežmarské Červené pleso, niem. Roter See, Kesmarker Roter See, węg. Vörös-tó, Késmárki-tó) – staw położony w środkowej części Doliny Jagnięcej w słowackiej części Tatr Wysokich.
Jeziorko leży na wysokości 1801 m n.p.m. Bardzo trudno określić jego wymiary, ponieważ ulegają one wyraźnym okresowym wahaniom. Według pomiarów TANAP z lat 60. XX wieku jego powierzchnia to 0,19 ha, długość 66 m, szerokość 35 m, głębokość 1,2 m.

## Szlaki turystyczne
– obok stawu przebiega znakowany kolorem żółtym szlak turystyczny ze schroniska nad Zielonym Stawem Kieżmarskim na Jagnięcy Szczyt. Czas przejścia: 2:15 h, ↓ 1:35 h